# Даріуш Яздані
Даріуш Яздані (перс. داریوش یزدانی; нар. 2 червня 1977, Шираз, Іран) — іранський футболіст та тренер, виступав на позиції півзахисника.

## Клубна кар'єра
Вихованець ширазького «Мерсада». Дорослу футбольну кар'єру розпочав 1994 року в «Барзі» (Шираз). Потім виступав за «Паям» (Мешхед) та «Естеґлал». У 1998 році виїхав до Німеччини, де підписав контракт з ліверкузенським «Баєром». За першу команду «фармацевтів» провів 1 поєдинок у Кубку німецької ліги, у Бундеслізі не провів жодного поєдинку. У сезоні 1998/99 років провів 4 поєдинки в Регіоналлізі 4 поєдинки. У 1999 році повернувся до «Естеґлала», проте наступного року залишив команду. У 2000 році перебрався до Бельгії, де грав за «Шарлеруа». Через три роки повернувся до Ірану, де уклав договір з «Пега». З 2005 по 2008 рік захищав кольори «Сайпи», «Пайкана» та «Барга» (Шираз). У 2008 році підсилив еміратський клуб «Емірейтс Клаб». У 2009 році повернувся до Ірану, де виступав за «Сайпу». У 2012 році виїхав до США, де уклав договір з «Лос Анджелес Блюз», проте в команді майже не грав.

## Кар'єра в збірній
У футболці національної збірної Ірану дебютував 1996 року.
Учасник Кубку Азії 1996 та 2000 років.

## Кар'єра тренера
По завершенні кар'єри гравця розпочав тренерську діяльність. У 2013 році очолив «Лос Анджелес Блюз», якою керував протягом двох років. У 2017 році тренував індонезійський клуб ПСПС Пеканбару.

## Статистика виступів

### Клубна
Станом на 11 квітня 2018
| Клубні виступи             | Клубні виступи             | Клубні виступи             | Ліга  | Ліга | Кубок            | Кубок            | Континентальні | Континентальні | Загалом | Загалом |
| Сезон                      | Клуб                       | Ліга                       | Матчі | Голи | Матчі            | Голи             | Матчі          | Голи           | Матчі   | Голи    |
| Німеччина                  | Німеччина                  | Німеччина                  | Ліга  | Ліга | Кубок Німеччини  | Кубок Німеччини  | Кубок ліги     | Кубок ліги     | Загалом | Загалом |
| -------------------------- | -------------------------- | -------------------------- | ----- | ---- | ---------------- | ---------------- | -------------- | -------------- | ------- | ------- |
| 1998–99                    | «Баєр»                     | Бундесліга                 | 0     | 0    | 0                | 0                | 1              | 0              | 1       | 0       |
| 1998–99                    | «Баєр II»                  | Регіоналліга               | 4     | 0    | 0                | 0                | 0              | 0              | 4       | 0       |
| Іран                       | Іран                       | Іран                       | Ліга  | Ліга | Кубок Хазфі      | Кубок Хазфі      | Азія           | Азія           | Загалом | Загалом |
| 1999–00                    | «Естеґлал»                 | Ліга Азадеган              | 25    | 4    |                  |                  |                |                | 25      | 4       |
| Бельгія                    | Бельгія                    | Бельгія                    | Ліга  | Ліга | Кубок Бельгії    | Кубок Бельгії    | Європа         | Європа         | Загалом | Загалом |
| 2000–01                    | «Шарлеруа»                 | Ліга Жупіле                | 18    | 2    | 0                | 0                | -              | -              | 18      | 2       |
| 2001–02                    | «Шарлеруа»                 | Ліга Жупіле                | 32    | 3    | 1                | 0                | -              | -              | 33      | 3       |
| 2002–03                    | «Шарлеруа»                 | Ліга Жупіле                | 22    | 2    | 1                | 0                | -              | -              | 23      | 2       |
| 2003–04                    | «Шарлеруа»                 | Ліга Жупіле                | 1     | 0    | 0                | 0                | -              | -              | 1       | 0       |
| Іран                       | Іран                       | Іран                       | Ліга  | Ліга | Кубок Хазфі      | Кубок Хазфі      | Азія           | Азія           | Загалом | Загалом |
| 2003–04                    | «Пега»                     | Про-ліга                   | 4     | 0    |                  |                  | -              | -              | 4       | 0       |
| 2004–05                    | «Пега»                     | Про-ліга                   | 24    | 3    |                  |                  | -              | -              | 24      | 3       |
| 2005–06                    | «Сайпа»                    | Про-ліга                   | 10    | 1    |                  |                  | -              | -              | 10      | 1       |
| 2006–07                    | «Сайпа»                    | Про-ліга                   | 27    | 3    |                  |                  | -              | -              | 27      | 3       |
| 2007–08                    | «Пайкан»                   | Про-ліга                   | 29    | 2    | 1                | 0                | -              | -              | 30      | 2       |
| 2008–09                    | «Барг» (Шираз)             | Про-ліга                   | 15    | 0    |                  |                  | -              | -              | 15      | 0       |
| Об'єднані Арабські Емірати | Об'єднані Арабські Емірати | Об'єднані Арабські Емірати | Ліга  | Ліга | Кубок Президента | Кубок Президента | Азія           | Азія           | Загалом | Загалом |
| 2008–09                    | «Емірейтс»                 | Чемпіонат ОАЕ              | 5     | 0    |                  |                  | -              | -              | 5       | 0       |
| Іран                       | Іран                       | Іран                       | Ліга  | Ліга | Кубок Хазфі      | Кубок Хазфі      | Азія           | Азія           | Загалом | Загалом |
| 2009–10                    | «Сайпа»                    | Про-ліга Перської затоки   | 30    | 0    | 0                | 0                | -              | -              | 30      | 0       |
| 2010–11                    | «Сайпа»                    | Про-ліга Перської затоки   | 4     | 0    | 0                | 0                | -              | -              | 4       | 0       |
| 2012                       | «Лос Анджелес Блюз»        | United Soccer League       | 2     | 0    | 0                | 0                | -              | -              | 2       | 0       |
| 2013                       | «Лос Анджелес Блюз»        | United Soccer League       | 2     | 0    | 0                | 0                | -              | -              | 2       | 0       |
| Загалом                    | Німеччина                  | Німеччина                  | 4     | 0    | 0                | 0                | 1              | 0              | 5       | 0       |
| Загалом                    | Іран                       | Іран                       | 168   | 13   |                  |                  |                |                |         |         |
| Загалом                    | Бельгія                    | Бельгія                    | 73    | 7    | 2                | 0                | –              | –              | 75      | 7       |
| Загалом                    | Об'єднані Арабські Емеріта | Об'єднані Арабські Емеріта | 5     | 0    |                  |                  | –              | –              | 5       | 0       |
| Загалом                    | Сполучені Штати Америки    | Сполучені Штати Америки    | 4     | 0    | 0                | 0                | –              | –              | 4       | 0       |
| Усього за кар'єру          | Усього за кар'єру          | Усього за кар'єру          | 254   | 20   | 3                | 0                | 1              | 0              | 258     | 20      |

## Досягнення

### Клубні
«Барг» (Шираз)
- Кубок Хазфі
  -  Володар (1): 1996/97

«Естеґлал»
- Футбольна ліга Ірану
  -  Чемпіон (1): 1997/98

- Кубок Хазфі
  -  Володар (1): 1997/98

«Баєр»
- Бундесліга
  -  Срібний призер (1): 1999/00

- Кубок Німеччини
  -  Фіналіст (1): 1999/00

«Сайпа»
- Про-ліга
  -  Чемпіон (1): 2006/07

### У збірній
Іран
- Азійські ігри
  -  Чемпіон (1): 1998

- Кубок Азії
  -  Бронзовий призер (1): 1996